# Розанні

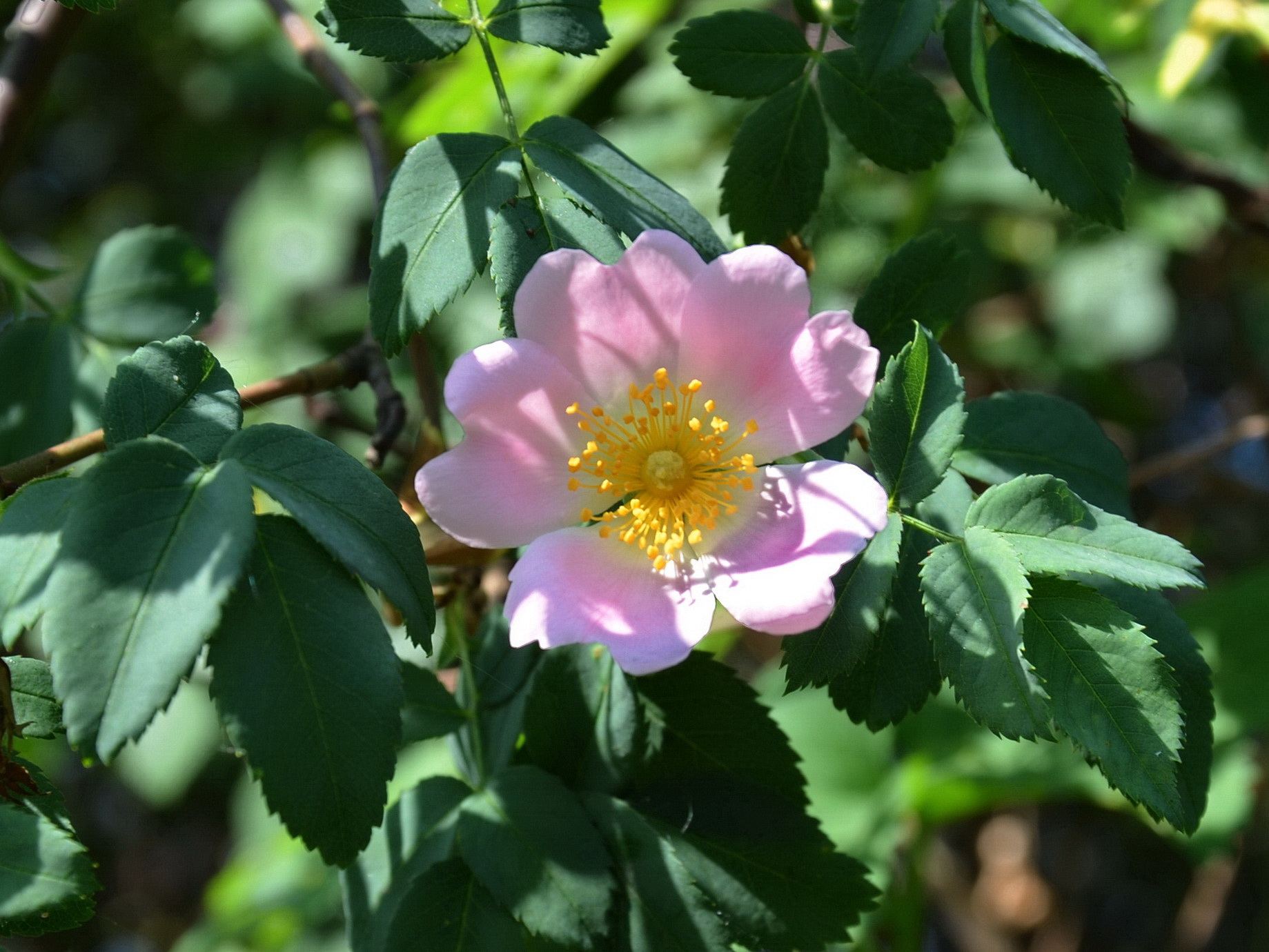
Ро́занні

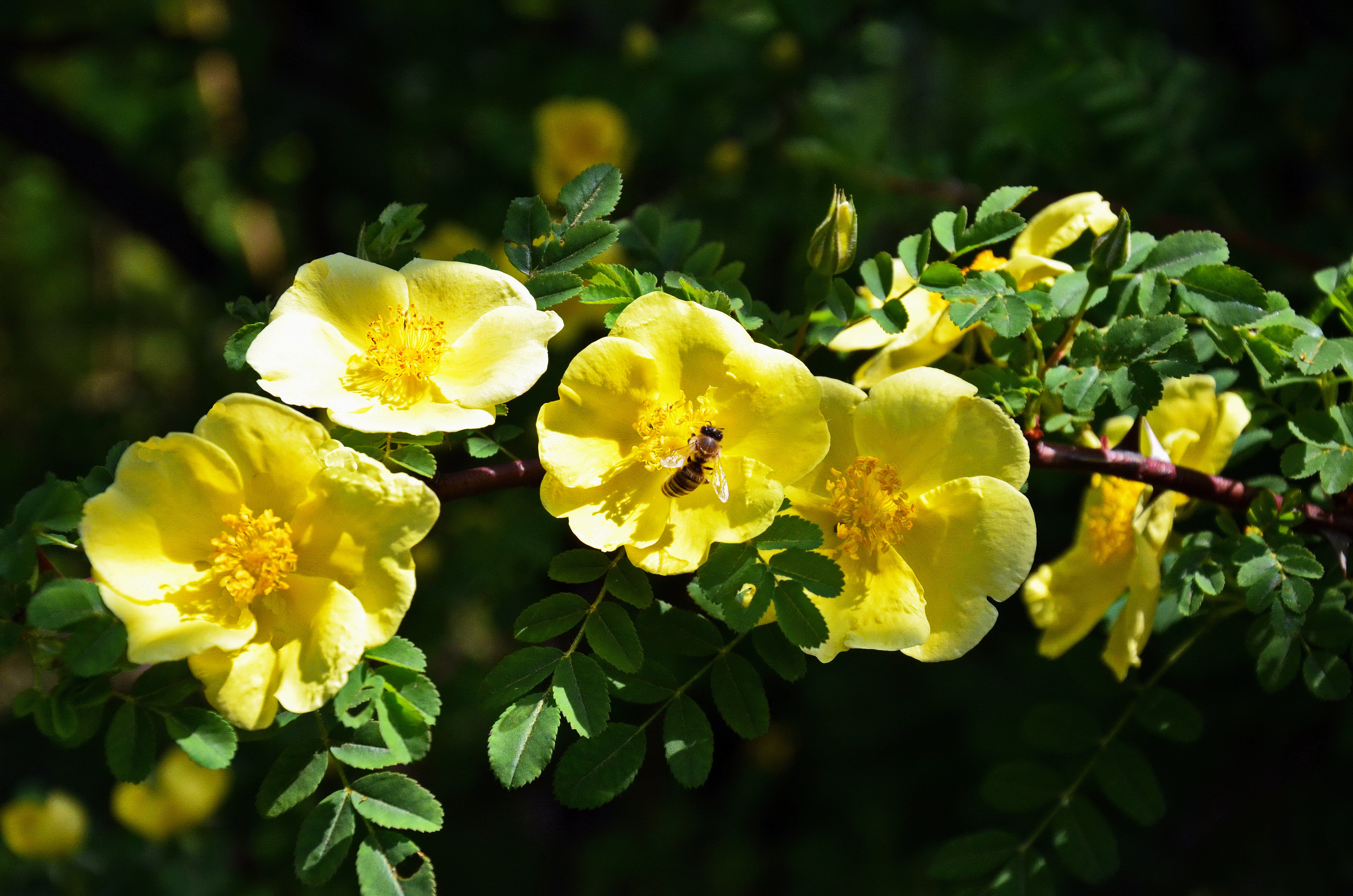
Сонячний квітень

Розанні (Rosoideae) — підродина рослин родини розових (Rosaceae). Підродина об'єднує чагарникові і трав'янисті рослини. Загальні ознаки підродини — наявність прилистків і нерозкривних однонасінних плодиків. Квітки підматочкові, навколоматочкові і надматочкові. Квітколоже угнуте, опукле або плескувате, часто зростається з основою чашечки, м'ясисте та соковите. Чашечка часто з підчашею. Зав'язь верхня або напівнижня. Плоди — багатокістянки або багатогорішки. Часто в утворенні так званого несправжнього плода бере участь гіпантій, тоді утворюються соковиті плоди. 

## Систематика
Тільки деякі види — однорічні трави. Таксономія розанних все ще остаточно не встановлена, недавні генетичні дослідження запропонували кілька змін на рівні видів і видалення з розанних деяких родів (Cercocarpus, Cowania, Dryas, Purshia), хоча дослідження все ще продовжуються.

### Роди
- Acaena
- Agrimonia — парило
- Aphanes
- Aremonia
- Argentina
- Bencomia
- Cliffortia
- Comarum
- Dasiphora
- Dendriopoterium
- Drymocallis
- Duchesnea
- Filipendula
- Fragaria — суниця
- Geum — гребінник
- Hagenia
- Horkelia
- Horkeliella
- Ivesia
- Kerria
- Leucosidea
- Marcetella
- Margyricarpus
- Polylepis
- Potentilla — перстач
- Poterium
- Purpusia
- Rhodotypos
- Rosa — троянда, шипшина
- Rubus — ожина
- Sanguisorba
- Sarcopoterium
- Sibbaldianthe
- Sibbaldiopsis
- Spenceria
- Stellariopsis
- Tetraglochin
- Waldsteinia